# Melissodes tescorum
Melissodes tescorum är en biart som beskrevs av Laberge 1963. Melissodes tescorum ingår i släktet Melissodes och familjen långtungebin. Inga underarter finns listade i Catalogue of Life.